# カリン (小惑星)
カリン (832 Karin) は小惑星帯に位置する小惑星である。ハイデルベルクのケーニッヒシュトゥール天文台でマックス・ヴォルフによって発見された。
スウェーデン・ヴァーサ朝の第4代国王であるエリク14世の王妃カリン・モンスドッテルにちなんで命名された。
直径約19kmのS型小惑星である。
カリンは、コロニス族のうち90個ほどの若い小惑星からなるカリン族というサブグループの中で最も大きい。これらは約580万年前に、より大きな小惑星の衝突が起こって生じたものだと考えられている。
カリン族は2002年に発見された。2003年にはすばるを用いてカリンの近赤外線観測が行われ、表面に宇宙風化の進んだ古い部分（S(IV)型小惑星のスペクトルを示す）と、宇宙風化していない新しい部分（L6普通コンドライトのスペクトルを示す）があることがわかった。その他にも、いくつかのカリン族小惑星の光度曲線が観測されている。